# Europaparlamentsvalet i Rumänien 2007
Europaparlamentsvalet i Rumänien 2007 ägde rum söndagen den 25 november 2007. Runt 18 miljoner personer var röstberättigade i valet om de 35 mandat som Rumänien hade tilldelats innan valet. I valet tillämpade landet ett valsystem med partilistor, d’Hondts metod och en spärr på 5 procent för småpartier. Rumänien var inte uppdelat i några valkretsar, utan fungerade som en enda valkrets i valet. Eftersom Bulgarien och Rumänien anslöt sig den 1 januari 2007 till Europeiska unionen, mitt under en valperiod, var de båda medlemsstaterna tvungna att hålla extrainsatta Europaparlamentsval för att utse sina Europaparlamentariker. Rumänien planerade från början att hålla sitt val i samband med Bulgariens i maj 2007. På grund av det politiska läget i landet, valde dock regeringen att skjuta upp valet till november. Fram till dess utsågs de rumänska parlamentarikerna av Rumäniens parlament.
Liberalkonservativa Partidul Democrat var valets vinnare med nästan 29 procent av rösterna. Det gav partiet 13 mandat, åtta fler än vad som hade utsetts av Rumäniens parlament i samband med landets anslutning till Europeiska unionen. På andra plats kom Socialdemokratiska partiet med tio mandat. Även Partidul Național Liberal, Partidul Liberal Democrat och Ungerska demokratiska unionen i Rumänien erhöll mandat. Den oberoende kandidaten László Tőkés lyckades vinna tillräckligt med stöd för att vinna ett eget mandat. Däremot lyckades inte Storrumänska partiet vinna något mandat, eftersom partiet hamnade under femprocentsspärren. Bara två veckor innan valet, hade dess politiska grupp i Europaparlamentet, Gruppen Identitet, tradition och suveränitet, upplösts på grund av inre stridigheter.
Valdeltagandet hamnade på 29,47 procent. Parallellt med valet ägde en folkomröstning rum, som handlade om förändringar av Rumäniens valsystem. Valdeltagandet i folkomröstningen var ett par procentenheter lägre än i Europaparlamentsvalet.

## Valresultat
| |         |  |           |        |
| | Andel   |  | Antal     | Mandat |
| Partidul Democrat                                                                                     | 28,82 % |  | 1 476 105 | 13     |
| Partidul Democrat                                                                                     |         |  | +8        |        |
| Socialdemokratiska partiet                                                                            | 23,12 % |  | 1 184 018 | 10     |
| Socialdemokratiska partiet                                                                            |         |  | –2        |        |
| Partidul Național Liberal                                                                             | 13,45 % |  | 688 859   | 6      |
| Partidul Național Liberal                                                                             |         |  | ±0        |        |
| Partidul Liberal Democrat                                                                             | 7,79 %  |  | 398 901   | 3      |
| Partidul Liberal Democrat                                                                             |         |  | +3        |        |
| Ungerska demokratiska unionen i Rumänien                                                              | 5,52 %  |  | 282 929   | 2      |
| Ungerska demokratiska unionen i Rumänien                                                              |         |  | –1        |        |
| Storrumänska partiet                                                                                  | 4,15 %  |  | 212 596   | 0      |
| Storrumänska partiet                                                                                  |         |  | –5        |        |
| László Tőkés                                                                                          | 3,44 %  |  | 176 533   | 1      |
| László Tőkés                                                                                          |         |  | +1        |        |
| Övriga partier och kandidater                                                                         | 13,71 % |  | 702 285   | 0      |
| Övriga partier och kandidater                                                                         |         |  | –4        |        |
| Ogiltiga och blanka röster                                                                            | 4,62 %  |  | 247 945   | 0      |
| Ogiltiga och blanka röster                                                                            |         |  | ±0        |        |
| Valdeltagande                                                                                         | 29,47 % |  | 5 370 171 | 35     |
| Valdeltagande                                                                                         |         |  | ±0        |        |
| Antal röstberättigade 18 224 597 18 EPP-ED 10 PES 06 ALDE 01 G/EFA 00 GUE/NGL 00 IND/DEM 00 UEN 00 NI |         |  |           |        |